# Skolans kompensatoriska uppdrag
Skolans kompensatoriska uppdrag gäller det svenska skolväsendets skyldighet att se till att alla elever ges goda förutsättningar att nå de nationella kunskapskraven. Skyldigheten gäller oavsett elevens utgångsläge, till exempel socioekonomisk bakgrund eller funktionsvariationer. Enligt skolverket ska skolan "sträva efter att uppväga skillnader i elevernas förutsättningar att tillgodogöra sig sin utbildning."

## Historik
Vad som menas med likvärdig utbildning har ändrats genom tiden::55
- enkel jämlikhet (alla skall ha lika mycket av det goda)
- jämlikhet genom lika möjligheter
- jämlikhet genom kompensatoriska insatser

Under 1900-talet ersattes jämlikhet med likvärdighet, vilket handlar om lika värde inför fortsatt utbildning och arbetsmarknad.:55
I 1 kap. 4 § 2 stycket Skollagen (2010:800) står att "I utbildningen ska hänsyn tas till barns och elevers olika behov. Barn och elever ska ges stöd och stimulans så att de utvecklas så långt som möjligt. En strävan ska vara att uppväga skillnader i barnens och elevernas förutsättningar att tillgodogöra sig utbildningen."
Claes Nilholm, professor i pedagogik, skrev 2018 att utvecklingen gällande det kompensatoriska uppdraget var mycket negativ och att man för en stor del av eleverna inte lyckas med uppdraget.
I ett examensarbete 2018 för specialpedagogprogrammet uttryckte flera av de intervjuade en osäkerhet kring vad begreppet "det kompensatoriska uppdraget" innebär.:31
Forskare har ifrågasatt hur mycket man kan åstadkomma med kompensatoriska åtgärder, och att det är svårt att kompensera för familjebakgrund. Stockholms kommun har satsat pengar på det kompensatoriska uppdraget, men inte fått märkvärd förbättring.

## Fotnoter